# Абоимов, Виктор Андреевич
Ви́ктор Андре́евич Абои́мов (род. 14 сентября 1949 года) — советский пловец, серебряный призёр Олимпиады-1972 в Мюнхене.

## Биография
Виктор Абоимов пришёл в плавание в 14 лет, тренировался в Караганде. Участник нескольких международных турниров.
На мюнхенской Олимпиаде-1972 участвовал в 3 эстафетах: на дистанции 4×100 м в/с завоевал «серебро», на дистанции 4×200 м в/с — участвовал в предварительном заплыве, а в смешанной эстафете — стал четвёртыми. В индивидуальным зачёте завершил выступления в полуфинале.
Завоевал три медали чемпионатов мира и Европы в эстафетах.
Неоднократный чемпион и призёр Всемирных Универсиад, СССР и Казахской ССР, победитель Спартакиады народов СССР. Неоднократный рекордсмен Европы, Советского Союза и Казахской ССР.

## Лучшие результаты
- 100 м вольным стилем — 52,75 (1972)
- 200 м вольным стилем — 1:55,45 (1974)
- 400 м вольным стилем — 4:17,04 (1972)

## После завершения карьеры
После завершения карьеры работал со сборной Казахской ССР. С 1986 года возглавлял секцию плавания общества «Динамо» (Алма-Ата). С 1991 года работал в министерстве туризма и спорта. С 2006 года — председатель комитета по физической культуре и спорту.